# 时裝品牌
时裝品牌又稱時尚品牌，是指时尚行业内的所有品牌。布克兄弟、蔻驰、雨果博斯屬於轻奢品牌。 還有一些更高端的時裝品牌，例如古馳和愛馬仕等品牌就屬於這一類。  Zara 、H&M、 普利马克則屬於快时尚品牌。 
此外還有體育類的愛迪達、锐步、彪马和亞瑟士等品牌也推出時裝和鞋类产品。 
十九世纪中叶的巴黎，高級時裝開始興起。 查尔斯·弗雷德里克·沃斯率先推出高级时装，开创了高级时装的先河。  現今香奈儿、巴黎世家和Dior等品牌均售賣高級時裝 。 
时裝行业的国际化程度非常高。 許多全球知名时裝品牌的收入都依賴於海外市場， 例如H&M 、印地紡和耐克等品牌，海外收入的比重就非常高。 